# Ambasciatori bavaresi nell'Hannover
L'ambasciatore bavarese nell'Hannover era il primo rappresentante diplomatico della Baviera (già Elettorato di Baviera) nel regno di Hannover (già elettorato di Hannover).
Le relazioni diplomatiche iniziarono ufficialmente nel 1729, ebbero alcuni periodi di interruzione o sede vacante e terminarono nel 1866.

## Elettorato di Baviera
1741–1816: nessuna relazione

## Regno di Baviera
- 1816–1817: Emanuel von Freyen-Seyboltstorff (1777–1832)
- 1817–1832: vacante
- 1832–1838: Joseph von Hormayr (1781–1848)
- 1838–1847: vacante
- 1847–1854: Ludwig de Garnerin von Montgelas (1814–1892)
- 1854–1860: Maximilian Joseph Freiherr Pergler von Perglas (1817–1893)
- 1860–1866: Friedrich von Quadt-Wykradt-Isny (1818–1892)

1866: Chiusura dell'ambasciata